# Anthidium manicatum
Anthidium manicatum је врста инсекта из реда опнокрилаца - Hymenoptera и породице Megachilidae.

## Распрострањеност
Anthidium manicatum насељава већи део планете земље. Првобитно ареал ове врсте је био Европа, Азија и северна Африка, да би се временом ширила на Амерички континент који је населила 1963. Први подаци за Нови Зеланд су из 2003.године. У Србији је такође присутна ова врста солитарне пчеле. Насељава паркове, баште, али и природна станишта.

## Опис
Oва врста солитарне пчеле је средње величине, тела дужине око 8–10 мм. Боја варира, али најчешће имају жуте и црне пруге на абдомену, што им даје упадљив и атрактиван изглед. Мужјаци показују агресивно панашање и терају друге пчеле из своје близине. Мужјаци су крупнији од женки, што је редак случај код пчела. Женке гнезда праве сакупљајући делове биљака, тачније  трихоме - длачице са листова зељастих биљака.

## Синоними
- Anthidium barbarum Lepeletier, 1841
- Anthidium maculatum Latreille, 1806
- Anthidium manicatum subsp. cyrenaica van der Zanden, 1992
- Anthidium manicatum subsp. fasciatum Schirmer, 1915
- Anthidium manicatum subsp. luteus Gribodo, 1924
- Anthidium manicatum subsp. nasicolle Friese, 1917
- Anthidium manicatum subsp. nigrithorax Dalla Torre, 1877
- Anthidium manicatum subsp. subcrenulata Alfken, 1930
- Anthidium marginatum Latreille, 1809
- Anthidium obtusatum Lepeletier, 1841
- Anthidium productum Lepeletier, 1841
- Anthidium subcrenulatum Alfken, 1930
- Apis amoenita Christ, 1791
- Apis fulvipes de Villers, 1789
- Apis maculata Fabricius, 1781
- Apis manicata Linnaeus, 1758
- Apis modesta Christ, 1791
- Apis pervigil Harris, 1776
- Apis uncata Schrank, 1802

## Подврсте
Anthidium manicatum subsp. barbarum Lepeletier, 1841
Anthidium manicatum subsp. gribodoi M.Schwarz & Gusenleitner, 2003
Anthidium manicatum subsp. hissaricum Mavromoustakis, 1939
Anthidium manicatum subsp. manicatum